# Janez Zakotnik
Janez Zakotnik, slovenski kolesar, * 2. junij 1950, Ljubljana.
Zakotnik je za Jugoslavijo nastopil na Poletnih olimpijskih igrah 1972 v Münchnu. V letih 1972 in 1974 je osvojil naslov prvaka na državnem prvenstvu Jugoslavije v cestni dirki, leta 1976 pa je bil drugi. Štirikrat je zmagal na dirki Jadranska magistrala in trikrat na dirki Alpe–Adria, s čimer je najuspešnejši kolesar v zgodovini obeh dirk.